# موش صحرایی شیرازی

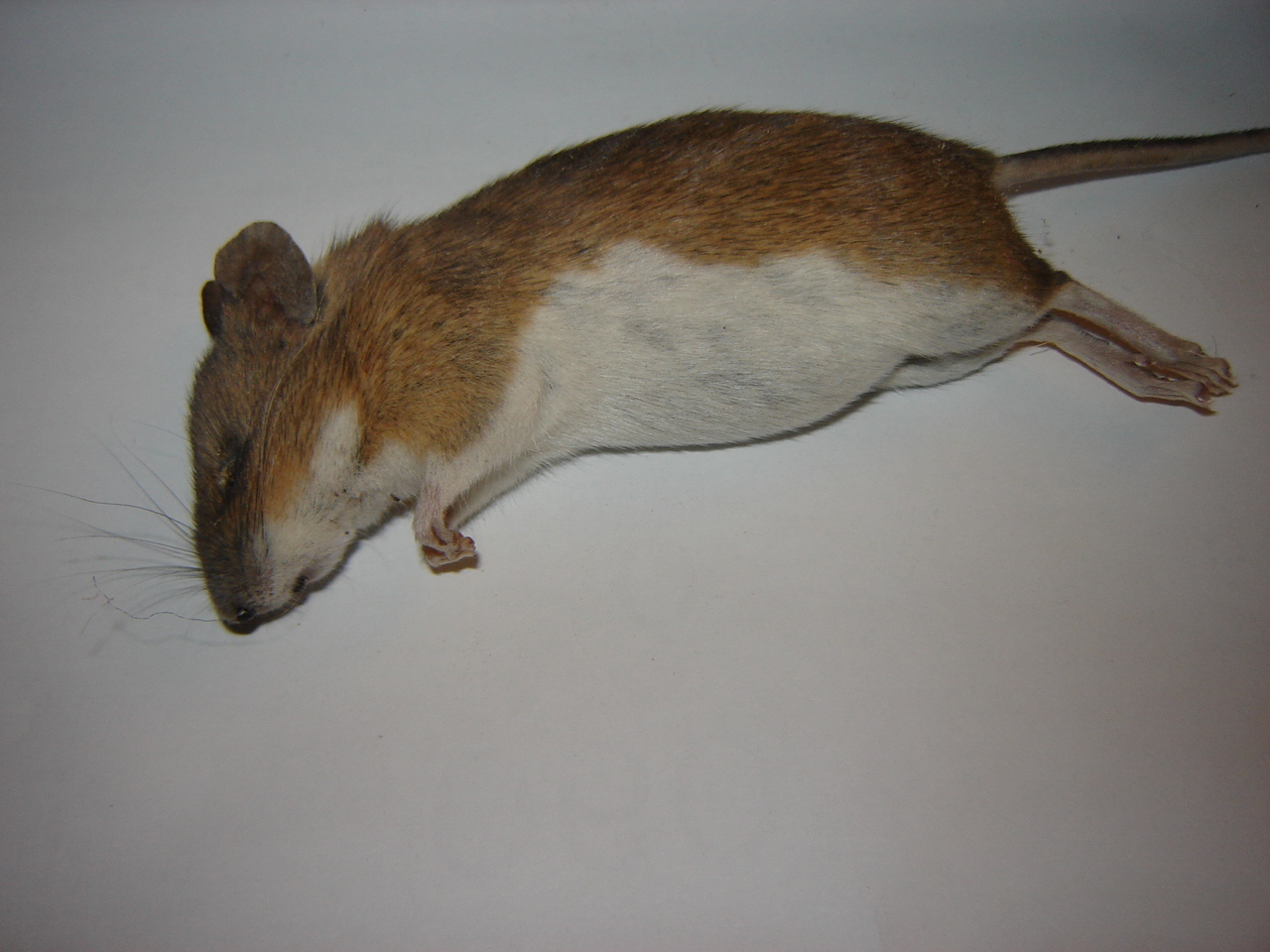
تصویری از یک موش صحرایی شیرازی

 موش صحرایی شیرازی(نام علمی: Apodemus witherbyi) نام یک گونه از تیره موشان است.